# Françoise Bettencourt Meyers
Françoise Bettencourt Meyers (ur. 10 lipca 1953 r. w Neuilly-sur-Seine) – francuska bizneswoman, główna udziałowiec koncernu L’Oréal, od 2017 r. najbogatsza kobieta na świecie.
Jej ojcem był André Bettencourt, minister w rządach Pierre’a Mendèsa-France’a i Charles’a de Gaulle’a. Majątek koncernu L'Oréal odziedziczyła po matce Liliane Bettencourt, która zmarła w 2017 r. Wtedy też, z majątkiem szacowanym na 46,5 mld dol. (2017 r.), została najbogatszą kobietą na świecie, a w 2024 r. jako pierwsza kobieta zgromadziła ponad 100 mld dol. majątku, będąc jednocześnie drugą pod względem zamożności osobą we Francji i 12. na liście najbogatszych osób świata. Oprócz prowadzenia działalności biznesowej, jest też autorką książek na temat mitologii greckiej oraz judaizmu i chrześcijaństwa.
Żona bankiera Jeana-Pierre'a Meyersa.